# Caryl Heller
Caryl Heller (geb. vor 1979) ist eine Szenenbildnerin.

## Leben
Heller begann ihre Karriere im Filmstab 1979 beim Fernsehen, wo sie in der Requisite für eine Folge der Fernsehreihe NBC Special Treat tätig war. Im selben Jahr war Boardwalk mit Lee Strasberg ihr erster Spielfilm als Szenenbildnerin. Bis zu ihren nächsten Engagements vergingen jeweils einige Jahre, unter anderem wirkte sie an einigen Folgen der Serie Der Equalizer mit.
Für Barbra Streisands Drama Herr der Gezeiten war sie gemeinsam mit Paul Sylbert 1992 für den Oscar in der Kategorie Bestes Szenenbild nominiert, die Auszeichnung ging in diesem Jahr jedoch an Bugsy. Es folgte noch ein letztes Filmengagement für Peter Hyams’ Jean-Claude Van Damme-Actionfilm Sudden Death, seither war Heller nicht mehr im Film- und Fernsehgeschäft tätig.

## Filmografie (Auswahl)
- 1979: Promenade am Strand (Boardwalk)
- 1989: Der knallharte Prinzipal (Lean on Me)
- 1991: Herr der Gezeiten (The Prince of Tides)
- 1995: Sudden Death

## Nominierungen (Auswahl)
- 1992: Oscar-Nominierung in der Kategorie Bestes Szenenbild für Herr der Gezeiten